# Jana Orlová
Jana Orlová (* 5. října 1986 Uherské Hradiště) je česká básnířka, kurátorka a teoretička umění.

## Životopis
Pochází z Kunovic nedaleko Uherského Hradiště. V letech 2007 až 2011 studovala historii a literaturu na Univerzitě Pardubice, kde získala bakalářský titul. V letech 2011 až 2014 absolvovala environmentální studia na brněnské Masarykově univerzitě; v letech 2012–2014 pak studovala na Fakultě výtvarných umění v Brně Ateliér performance pod vedením Tomáše Rullera. V letech 2017–2021 absolvovala doktorské studium na Akademii výtvarných umění v Praze. Ve své dizertační práci pod vedením doc. PhDr. Pavlíny Morganové, Ph.D. se zabývala rozdíly mezi performancí a divadlem.
Věnuje se tvorbě poezie a výtvarným performancím. Zabývá se také teorií umění.

## Dílo
Polský čtvrtletník Afront popsal její uměleckou práci následovně: Charakteristickým rysem její literární tvorby je tvarový minimalismus a strohost básnického jazyka, v performativním umění spojuje prožitek tělesnosti a symbolickou roli jazyka. V letech 2014 a 2018 byly její texty zařazeny do antologií Nejlepší české básně vydané nakladatelstvím Host. Její básně jsou přeloženy i do dalších jazyků, např. angličtiny, němčiny, španělštiny, nizozemštiny, arabštiny, čínštiny nebo hindštiny, vyšly časopisecky i online. Polský překlad pořídila Zofia Bałdyga.

### Básnické sbírky
- Čichat oheň. Červený Kostelec: Pavel Mervart, 2012.[6]
- Újedě. Brno: Větrné mlýny, 2017.[7]
- Падло й інші вірші. Lvov: Krok books, 2019.
- Mă fuţi din milă. Bukurešť: Fractalia, 2019.
- Choice of Lipstick. Indie: Shopizen, online, 2020.
- Nie uciekniesz. Krakov: Papier w dole, 2021.
- Neutečeš. Brno: Větrné mlýny, 2022.
- Pus. Kodaň: Det Poetiske Bureaus Forlag, 2022.

### Zastoupení v antologiích
- Гласове от сърцето на Европа. Антология на съвременна чешка поезия. Иванова, Димана (ед). София: МегаПринт, 2023.
- Milá Mácho. GABRIŠOVÁ, Zuzana (ed.). Brno: Větrné mlýny, 2022.
- De sombra y terciopelo, Diecisiete poetas checas (1963-1988). BUIXADERAS, Elena (ed.). Madrid: Vaso Roto, 2021.
- Krátká báseň. VOLF, Zdeněk (ed.). Ostrava: Protimluv 2020.
- Romano-Bohemica. Journal for Central Europeasn studies. DUTA, Mircea Dan. București:Editura Universității din București, IV, 2015.
- 7edm. RAJCHMAN, Pavel (ed.), Pardubice: Theo, 2009.

### Samostatné výstavy
- Let vět, Galerijní Laboratoř + (A)void Gallery, Praha, 10.11. – 17.11. 2023.
- Glamorous dreams, Hidden gallery, Praha, 7.6. 2017.
- Orlí identita, výstava v zavřené galerii Orlovna, Kroměříž, 2.10. – 15.5. 2016.
- Situace 61, Galerie Pavilon, Praha, 27.10. 2015.
- Odpad Tě vidí, galerie Umakart, Brno, 27.01. - 09.02.2014.
- Chtít, toužit, mít, Artschool, Brno, 2013.
- Ve skříni je prázdno, knihkupectví Skleněná louka, Brno, 2013.
- Archean, krajská knihovna Pardubice, kresby, Pardubice, 26.2.2013 – 18.3.2013.
- Nevědomí, galerie Horká, Olomouc, 19.2. 2013.
- Zelená, galerie 115/55, Brno, 2012.
- Propadání vzhůru, Dobrá čajovna, Pardubice, 2012.
- Povaha snu, čajovna Pod Kaštany, Uherské Hradiště, 2012.
- Elementy, čajovna Pod Kaštany, Uherské Hradiště, 2009.

### Skupinové výstavy
- Možnosti interpretace, vila Tugendhat, Brno, 8. 7. – 2. 8. 2021.
- Návrat do lesů, vod a strání, Kafara, Brno, 2.6. – 31.7. 2018.
- Tvář znásilnění, galerie Artwall, Praha, 19.10. – 10.12. 2017.
- Mapping vědomí při čekání na vlak (galerie PROJEKTPLUS), nádraží Praha Holešovice, Praha, 18.6. – 31.8. 2015.
- Art Prague, The Muse Room (The project of Robert Carrithers), Praha, 2015.
- Úkryty, Art Space NOV, Pardubice, se Štěpánem Bartošem, 21.3. – 30.4. 2015.
- Absolventská výstava FaVU, Dům Pánů z Kunštátu, Brno, 2014.
- Trhni si!, Bludný kámen, Opava, 2013.
- Trendy v tělovém designu, D9, České Budějovice,  17. 5. – 30. 6. 2012.

### Seznam realizovaných výstavních projektů
- Viktor Fuček: Být malbou. Galerie Hauerova 4: Opava, 30.3. – 24.4. 2023.
- Sara Wollasch: Kraj těla. Galerie Hauerova 4: Opava, 2/3 – 28/3 2023.
- Viktor Fuček: Pokus o Posthumánny Portrét. Rozkvet Gallery: Banská Bystrica, 1.2. – 1.3. 2023.
- Festival Prague Biennale (zaměřený na video art a performanci), spolukurátorství s Elis Unique, 3.9. – 7.9. 2021.
- Kolektivní performance Theatrum Mundi, Karlín Studios, Praha, spolukurátorství s Darinou Alster, 23.6. 2016.
- Projekt Klementinum 190: současné umění v Národní knihovně, site-specific instalace, performance, koncerty, tanec, autorské čtení, 03/2016 – 12/2017.
- Lukáš Houdek: Výročí. Art space NOV, Pardubice, 19.11. – 5.1. 2016.
- Sympozium Umění a odpad, Pardubice, 17. – 20.9. 2015.
- Jaroslav Horecký: Tři gule. Art space NOV, Pardubice, 14.8. – 12.9. 2015.
- Libor Krejcar: Skety ve zdi, torza paměti. Art space NOV, Pardubice, 6.5. – 26.6. 2015.
- Město Já: festival živého umění v ulicích Pardubic, 27. – 28.3. 2015.
- Kateřina Olivová: Labyrinth třpytu a lusthaus srdce. Art space NOV, Pardubice, 20.1. – 16.3. 2015.
- Aleš Roleček: Svatyně desetitisíce prosebníků. Art space NOV, Pardubice, 23. 12. 2014 – 16.1. 2015.
- Ondřej Petrlík: Řada v oku. Art space NOV, Pardubice, 25.10. – 19.11. 2014.
- Darina Alster: Bílý masiv. Art space NOV, Pardubice, 24.9. – 22.10. 2014.

### Teoretická činnost
Zabývá se teorií vizuální performance (performance artu). V dizertační práce se zaměřovala na téma rozdílu mezi vizuální performancí a divadlem, analyzovala také otázku obsahu a používání pojmu performance. Orlová se performancí a hraničními uměleckými formami dlouhodobě zabývá také ve své kritické a kurátorské praxi. Aktuálně zkoumá možnosti dokumentace performance a způsoby vystavování této dokumentace.

## Ocenění
- Literární cena Vladimíra Vokolka – 2. místo v kategorii B [19-24 let] (2009)[1]
- Příbram Hanuše Jelínka – 1. místo v kategorii poezie [20-23 let] (2009)[8]
- Objev roku 2017 – Breakthrough Act Award (2017)
- Ocenění Dardanica (2020)[3][9]

- nejlepší zahraniční autor (spolu s Aleisou Ribaltou a Alejandrou Mirandou), 27. ročník italské soutěže Ossi Di Seppia (2021)
- nejlepší zahraniční autor (spolu s Annou Keiko), 4. ročník italské soutěže Le Occasioni (2021)